# Centrosema venosum
Centrosema venosum är en ärtväxtart som beskrevs av George Bentham. Centrosema venosum ingår i släktet Centrosema och familjen ärtväxter. Inga underarter finns listade i Catalogue of Life.